# John Willis Ambrose
John Willis Ambrose, genannt Willis Ambrose, (* 20. Juni 1904 in Pincher Creek, Alberta; † 19. Februar 1974 in Kingston (Ontario)) war ein kanadischer Geologe und Professor an der Queen’s University (Kingston).
Ambrose wuchs in Alberta auf, studierte an der Stanford University mit dem Bachelor-Abschluss 1932 und wurde 1935 an der Yale University in Geologie promoviert. Danach war er Geologe beim Geological Survey of Canada in Ottawa. Ab 1945 war er Gastprofessor an der Queen’s University und ab 1948 volles Mitglied der Universität. 1962 bis 1968 leitete er dort die geologische Fakultät und 1973 wurde er emeritiert. Er befasste sich besonders mit Lagerstättengeologie in Kanada.
1947 war er erster Präsident der Geological Association of Canada. Sie vergibt ihre Ambrose Medal für Personen, die nachhaltige Beiträge zu den Geowissenschaften in Kanada leisteten. 
Er war Fellow der Geological Society of America.